# Jabaloyas

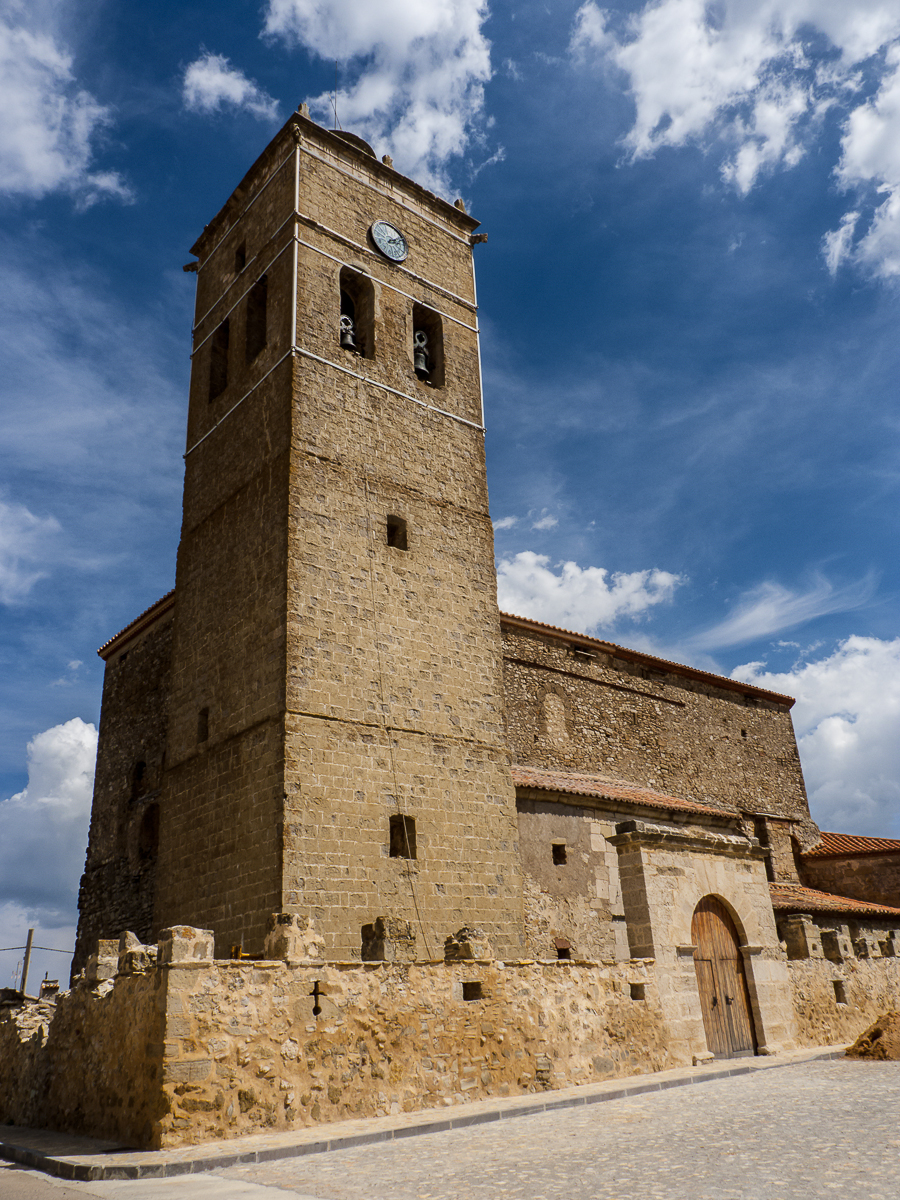
Chiesa di S. Maria Assunta.

Jabaloyas è un comune spagnolo di 84 abitanti situato nella comunità autonoma dell'Aragona.